# 浅草ROX
浅草ROX（あさくさロックス）は、ホテルニューオータニ・TOCグループが経営している、東京都台東区浅草一丁目の浅草公園六区にある商業施設。

## 概要
当施設の敷地にはかつて浅草松竹座（後に浅草松竹ボーリング、丸石家具センター）・浅草松竹映画劇場・浅草松竹演芸場（現ROX）、浅草日本館（現ROX2G）、浅草常盤座・東京倶楽部・浅草ロキシー映画劇場（現ROX・3G）があった。
浅草公園六区での松竹の撤退と入れ替わりにROXが拡大した形となった。松竹とTOCグループの創業者は同じ大谷姓であるが、全くの無関係。
複合商業施設として1986年に開業。ROX、ROX2G、ROX・3G、ROX DOMEの4つの館があり、衣料品や書店、飲食店、食料品店、ゲームセンター、温浴施設、フットサルコート、プール・フィットネスクラブなどを構えている。
本館であるROXは国際通りに面しており、つくばエクスプレスの浅草駅と地下で直結している。
開業当初は4階にテレビ収録スタジオ「STUDIO ROX」があり、レギュラー番組としては『ねるとん紅鯨団』（関西テレビ・IVSテレビ制作）や『秘密の花園』（フジテレビ・Call）、『巨泉の使えない英語』（朝日放送・イースト）、『梅辰亭 今夜は看板!』（テレビ東京・テレコム・ジャパン）等、不定期に使用された番組は『天才・たけしの元気が出るテレビ!!』（日本テレビ・IVSテレビ制作。番組内一部コーナーの収録で使用）等がある。ライブなどに対応する貸会場としても使用されたが、1994年以降に閉鎖された。
跡地には1998年3月8日にバンダイにより「ウルトラマン倶楽部」というアミューズメント施設が設置されたが、2006年5月末をもって閉店となった。その後、2008年2月29日にはコシダカが運営するカラオケ店「歌声カラオケ　浅草まねきねこ」になるが、約1年後の2009年2月21日に「下町唱酒場 浅草まねきねこ」に業態変更。さらに2011年7月7日「昭和歌謡コシダカシアター」に転換して、昭和歌謡レビュー・虎姫一座の定期公演が行われたが、2014年1月31日をもって閉鎖。同年4月29日にレストランシアター「浅草六区ゆめまち劇場」がオープンしたが、2019年5月に契約満了に伴い閉館。大改装の上2020年1月22日よりくら寿司グローバル旗艦店浅草が営業開始した。

## 主な入居店舗
- SEIYU食品館（B1階/ROX）
  - かつては、『デイリーフーズICHI』の名称だった。
- マクドナルド（1階/ROX2G）
- ソフトバンク（1階/ROX）
- ユニクロ（3階/ROX)
- 無印良品（3階/ROX）
- ダイソー（4階/ROX）
- ニトリ（3階/ROX・3G)
- しまむら（4階/ROX・3G)
- リブロ書店（4階/ROX）
- くら寿司（浅草六区ゆめまち劇場のあと）（4階/ROX）
- 浅草ROX まつり湯（健康ランド/6階・7階/ROX 2001年4月開業）
- ROXフィットネスクラブ「begin」 （プール/8階/ROX）

## 所在地
- 〒111-0032 東京都台東区浅草一丁目25番15号
- アクセス
  - つくばエクスプレス 浅草駅より徒歩1分
  - 東京メトロ銀座線 田原町駅より徒歩5分
  - 東武伊勢崎線 浅草駅より徒歩8分
  - 都営地下鉄浅草線 浅草駅より徒歩8分